# (173395) Dweinberg
(173395) Dweinberg est un astéroïde de la ceinture principale.

## Description
(173395) Dweinberg est un astéroïde de la ceinture principale. Il fut découvert le 12 février 2000 à l'observatoire d'Apache Point par le programme Sloan Digital Sky Survey. Il présente une orbite caractérisée par un demi-grand axe de 2,68 UA, une excentricité de 0,05 et une inclinaison de 6,1° par rapport à l'écliptique.

## Compléments